# وتسون (آریزونا)
وتسون (به انگلیسی: Whetstone) یک منطقهٔ مسکونی در ایالات متحده آمریکا است که در شهرستان کوچیز، آریزونا واقع شده‌است. وتسون ۳۰٫۸۴ کیلومتر مربع مساحت و ۲٬۸۸۲ نفر جمعیت دارد و ۱٬۲۴۱ متر بالاتر از سطح دریا واقع شده‌است.